# Tamrat Samuel

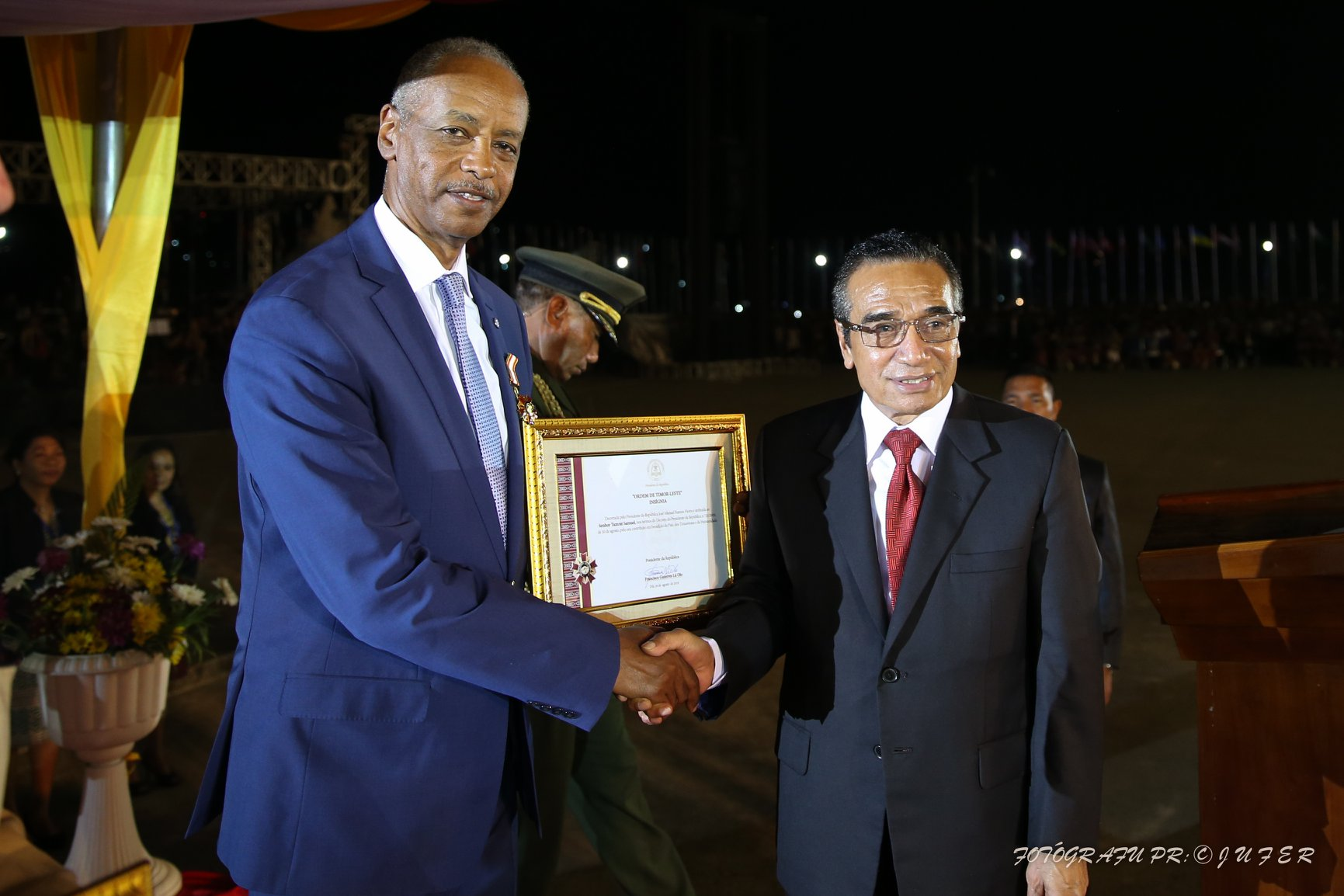
Tamrat Samuel erhält den Ordem de Timor-Leste von Präsident Francisco Guterres bei den Feierlichkeiten zum zwanzigsten Jubiläum des Unabhängigkeitsreferendums (2019)

Tamrat Samuel (* 30. September 1952) ist ein eritreischer Diplomat bei den Vereinten Nationen.

## Werdegang
Samuel hat einen Bacelortitel in Jura der Universität Addis Abeba und einen Mastertitel in Internationalem Recht der New York University inne.
Seit 1983 ist Samuel für die Vereinten Nationen und hier seit Anfang der 1990er Jahre in verschiedenen Funktionen in Asien und Ozeanien für die Abteilung für politische Angelegenheiten tätig. Von 1992 bis 2000 war er für das Büro des Generalsekretärs der Verantwortliche für Fragen zu Osttimor. Von 1994 bis 1998 organisierte und moderierte er fünf Runden des allumfassenden inner-osttimoresischen Dialogs. Samuel trug zur Erarbeitung des Abkommens vom 5. Mai 1999 zwischen Portugal und Indonesien über die Zukunft Osttimors bei. Während des Unabhängigkeitsreferendums in Osttimor 1999 leitete Samuel das Büro der Mission der Vereinten Nationen in Osttimor (UNAMET) in Jakarta.
2003 wurde Samuel in der Abteilung für politische Angelegenheiten Senior Political Affairs Officer für die Region Südasien. Dabei arbeitete er zentral mit an der Konzeption und Operationalisierung der Bemühungen der Vereinten Nationen, zur Lösung des Konflikts in Nepal. Ausgeführt wurde dies durch den Sonderbeauftragten des Generalsekretärs für Nepal und Leiter der United Nations Political Mission in Nepal (UNMIN), Ian Martin, der bereits zuvor mit Samuel auch in Osttimor zusammengearbeitet hatte. Von 2007 bis 2008 war Samuel stellvertretender Sonderbeauftragter für Nepal.
Von 2009 bis 2012 leitete Samuel als Direktor den Bereich Asien und Pazifik in der Abteilung für politische Angelegenheiten. Von 2012 bis 2013 war er stellvertretender Sonderbeauftragter des Generalsekretärs in Liberia. 2017 beauftragte UN-Generalsekretär António Guterres Samuel mit der Leitung der internen Bewertung der Friedens- und Sicherheitsstrategie der Vereinten Nationen, in ihrer Funktion und Architektur.
Bis zum 2. Oktober 2018 fungierte Samuel als amtsführender Generaldirektor des Büros der Vereinten Nationen im kenianischen Nairobi (UNON).

## Persönliches
Samuel ist verheiratet und hat drei Kinder.

## Auszeichnungen
- Ordem da Liberdade (Orden der Freiheit, 2019)[5]
- Ordem de Timor-Leste (2019)[6]